# 维希布罗德修道院
维希布罗德修道院是一所熙笃会修道院，位于捷克南部边境的上布罗德。它是南波希米亚州最重要的文化古迹之一。
这座美丽的哥特式修道院由罗森伯格建于1259年，位于小镇的西南，伏尔塔瓦河右岸。
修道院经历了几个衰退的时期，最明显的是14世纪胡斯战争中修道院被烧毁，在1940年代纳粹驱逐修士，修道院被遗弃。第二次世界大战后，修士们回来了，但并不持久，因为50年代初修道院受到国家安全局的袭击，修士们被送进了拘留营。在随后的年代中，修道院逐渐破损。幸运的是，扩建当地农场的计划因缺少农业机械而失败，修道院才得以幸存。1989年以后，熙笃会修道院返回上布罗德，进行了逐步的修复。
圣母升天教堂建于14世纪，有4个小堂。修道院图书馆收藏有丰富的神学和哲学文献，超过70,000册，其中包括200册羊皮纸手稿和400册古版书，有40种语言的圣经，以及艺术画廊。 从4月至9月，修道院向游客开放，淡季访问需提前安排。

## 埋葬名人
- Jan Zrinský ze Serynu[2]